# O Grande Xerife
O Grande Xerife é um filme brasileiro, do gênero comédia, lançado em 1972, escrito e estrelado por Mazzaropi, dirigido por Pio Zamuner e produzido pela PAM Filmes. As locações ocorreram na Fazenda da Santa, no município paulista de Taubaté.

## Elenco
- Amácio Mazzaropi - Inácio Pororoca
- Patrícia Mayo - Terezete
- Augusto César Ribeiro - Pai de Terezete
- Paulo Bonelli - João Bigode / Falso Padre
- Araken Saldanha - Banqueiro
- Paulette Bonelli - Mariazinha, Filha de Inácio Pororoca
- Tony Cardi - Júlio
- José Lopes - O índio Tunico Nico
- Ester de Oliveira
- Jair Talarico - Capanga de João Bigode
- Cavagnolli Netto - Antigo Delegado
- Rogério Câmara - Prefeito da Vila
- João Batista de Souza - Tavinho, Irmão de Terezete
- Wanda Marchetti - Primeira-Dama
- Carlos Garcia - Morador da Vila
- Carlos Roberto Mechi
- José Matheus
- Aristides Marques Ferreira
- Argeu Ferrari - Seu Joaquim, o Cego
- Judith Barbosa
- Nena Viana
- Gentil Rodrigues
- José Velloni - Dono do Saloon
- Linda Fernardes
- Milton de Souza
- Rajá Aragão - Delegado Federal

## Sinopse
O pequeno povoado de Vila do Céu é constantemente atacado pela quadrilha liderada pelo misterioso bandoleiro João Bigode, que secretamente é apoiado pelas autoridades do lugar. Numa arruaça no bar da cidade, João Bigode mata o xerife e coloca no lugar o humilde chefe dos correios, Inácio Pororoca. A população brinca com o fato e dá a Inácio uma estrela de brinquedo de xerife americano e uma espingarda com o cano torto, "para matar veado na curva". As autoridades trapaceiras acham que Inácio desconfia deles e o mantém no cargo para que fosse morto pelos bandidos. Inácio leva a sério sua incumbência e manda um índio alcoólico que estava na cadeia se infiltrar no bando de João Bigode, a fim de descobrir os planos do bandido.